# Округ Алфалфа (Оклахома)
Алфалфа (енгл. Alfalfa County) је округ у америчкој савезној држави Оклахома.

## Демографија
По попису из 2010. године број становника је 5.642, што је 463 (-7,6%) становника мање него 2000. године.
| Група             | 2000.         | 2010.         |
| Белци             | 5.394 (88,4%) | 4.923 (87,3%) |
| Афроамериканци    | 256 (4,2%)    | 229 (4,1%)    |
| Азијати           | 7 (0,1%)      | 14 (0,2%)     |
| Хиспаноамериканци | 177 (2,9%)    | 224 (4,0%)    |
| Укупно            | 6.105         | 5.642         |